# Centaurea corymbosa
Espèce
Statut de conservation UICN

 VU D1+2 : Vulnérable
Centaurea corymbosa, la Centaurée de la Clape ou Centaurée en corymbe, est une espèce de plantes à fleurs de la famille des Asteraceae (Composées). Elle est endémique du massif de la Clape, dans l'Aude en France. Elle fait partie de la flore saxicole de la Clape et est une espèce monocarpique pérenne. 

## Description
Elle mesure de 10 à 40 cm de hauteur, avec une seule tige fleurie. Ses feuilles, très découpées, sont disposées en rosette. L'inflorescence en corymbe est soulignée par son nom scientifique. Il s'agit même de corymbe de capitules à fleurs roses. Les fruits sont des akènes portant un pappus.

## Biologie
C'est une plante bisannuelle à floraison de mi-mai à juillet. Toutefois seulement environ 10 % de la population fleurissent chaque année. La pollinisation est assurée par les insectes et la dissémination par le vent et les fourmis. La dispersion des akènes est pourtant très faible (environ 30 cm en moyenne). Elle a été étudiée par la biologiste Isabelle Olivieri.

## Répartition
Elle croît exclusivement dans les falaises karstiques du massif de la Clape à Gruissan, dans le département de l'Aude. Son aire totale de répartition s'étend sur à peine 3 km2.

## Statut de protection
Cette espèce est inscrite dans la liste des espèces végétales protégées sur l'ensemble du territoire français métropolitain en Annexe I (espèces strictement protégées).
Ce statut de protection paraît insuffisant pour certains acteurs locaux :

« À quoi lui sert de figurer dans un site classé, sur la liste nationale des plantes protégées, sur la convention de Berne, ou la Directive habitats, si au plan local personne ne semble s'en soucier ? Laisser, dans l'indifférence générale, s'implanter dans les rares lieux où elle pousse, des activités incompatibles avec sa survie, c'est prendre la lourde responsabilité devant l'histoire, de l'extinction d'une espèce. »

En 2019, il est annoncé qu'elle pourrait avoir disparu d'ici une cinquantaine d'années.